# ROTX
ROTX ist ein Aktienindex für die rumänische Börse BVB. Das Akronym ROTX steht dabei für Romanian Traded Index.

## Geschichte des Index
Die ohnehin stark auf Osteuropa fokussierte Wiener Börse legte im Frühjahr 2005 in Kooperation mit der rumänischen Börse BVB (Bursa de Valori Bucuresti) den Leitindex ROTX (Romanian Traded Index) auf. Damit wurde nicht nur die Aufmerksamkeit der Anleger stärker auf das osteuropäische Land gerichtet, sondern es wurde erstmals eine standardisierte Basis und Benchmark für strukturierte Finanzprodukte mit Bezug auf den rumänischen Markt geschaffen.

## Zusammensetzung des Index
Der ROTX ist kaum mit anderen europäischen Indizes vergleichbar. Dies fängt schon mit der flexiblen Mitgliederzahl an, die zum Start bei sechs gelegen hat und inzwischen auf elf angestiegen ist. Auch die Aufnahmekriterien unterscheiden sich deutlich von den bekannten Standards. Das für die Auswahl zuständige ROTX Index Committee, eine Kooperation der beiden Handelsplätze, berücksichtigt bei seinen Entscheidungen neben der Marktkapitalisierung und dem Börsenumsatz auch solche Aspekte wie die Sektorzugehörigkeit, die Handelbarkeit oder das allgemeine Marktinteresse.
Auch hinsichtlich der Einzelwertgewichtung weist der ROTX Besonderheiten auf. Dadurch, dass es keine Kappungsgrenze für den Anteil einzelner Unternehmen gibt, bringen die drei größten Gesellschaften rund 75 Prozent des Indexgewichts auf die Waage. Ganz vorne liegt der rumänische Gas- und Ölkonzern Petrom, dessen Kapitalisierung rund ein Viertel des gesamten ROTX-Wertes ausmacht. Dicht dahinter folgen mit jeweils mehr als 20 Prozent die beiden Finanzinstitute Banca Transilvania und BRD – Groupe Société Générale.
Der Index wird neben einer Berechnung in Euro auch in US-Dollar und lokaler Währung geführt. Dies geschieht auch, um ihn mit anderen rumänischen Indizes vergleichbar zu machen und die historische Performance darzustellen.